# ヒッポグリフ

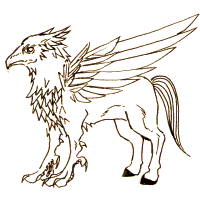
ヒッポグリフ

ヒッポグリフ（hippogriff）は、グリフォンと雌馬の間に生まれたという伝説の生物。ヒポグリフ、ヒポグリフォ（hipogrifo）とも。ヒッポ（hippo）は「馬」の意。

## 概要
身体の前半身が鷲、後半身が馬。非常に誇り高いとされる。グリフォンの習性を受け継いでいる部分があり、その翼で大空を駆けたり、馬肉や人肉を好んで食べるとされる。また、グリフォンよりも気性が荒くないため、乗馬として用いることも可能である。
グリフォンが馬を好んで食べるということから、ありえないもの（天敵と被食者のハーフ）の代名詞だったものが、そのまま想像上の生物の名前になってしまったという説もある。

## 作品の中のヒッポグリフ
古代ローマの詩人であるウェルギリウスは『アエネーイス』の中で、不可能、そして不調和を表す比喩として「Iungeant aim grypes equis（グリフォンと馬をかけあわせる）」と表現した。ボルヘスの解説によれば、体長の違いや、架空と実在による不可能という比喩であった原典に、セルウィウスが「アエネーイス注解」で「グリフィンは馬を嫌う」という要素を補強したという。そして、これを元に16世紀のルドヴィーコ・アリオストがヒッポグリフの名を与えて叙事詩『狂えるオルランド』に登場させ、詳細に描写したことでその姿を鮮明にした。また、『ハリー・ポッターシリーズ』では登場人物の乗騎として登場している。「ハリー・ポッターシリーズ」の作者J・K・ローリングは、ヒッポグリフに近づく時は視線を外してはならず、礼儀をもって悪意のないことを示す必要があることや、その生態など、既成の伝承を元に新たな特性を幾つか描写している。